# Kiaeria pumila
Kiaeria pumila är en bladmossart som beskrevs av Ryszard Ochyra 1993. Kiaeria pumila ingår i släktet borstmossor, och familjen Dicranaceae. Inga underarter finns listade i Catalogue of Life.